# 火影忍者遊戲列表
本列表列出《火影忍者》曾經推出過的遊戲作品。

## 概要
目前在售的电子游戏有19款。此外，公司还推出了手游，其中1款社交手游正在运营。
除了电子游戏，公司从2002年起开始销售卡牌游戏，目前已经出到第17卷。从2014年开始，还推出了体感游戏。
游戏都是根据电视动画《火影忍者》改编的，部分内容也来自剧场版。2007年春季，电视动画从《火影忍者》更名为《火影忍者疾风传》，游戏标题也随之改为以“火影忍者疾风传”开头。
最初，万代旗下的游戏公司（※）负责PlayStation等平台的游戏发行，特佳丽多美（TAKARATOMY）负责任天堂平台。后来，电子游戏业务被转移到特佳丽多美ARTS（TAKARATOMY A.R.T.S），而且从《火影忍者SD 强力疾风传》开始，万代南梦宫也开始发行任天堂平台的游戏。
（※）由于公司合并等原因，公司名称先后变更为：万代→万代南梦宫游戏（万代品牌）→万代南梦宫游戏→万代南梦宫娱乐（现在）。下文均使用游戏发售时的公司名，不再另注“现为～”。

## PC
火影忍者 Online
製造商：萬代南夢宮娛樂&騰訊遊戲
發布開始：2014年11月10日
類型：RPG

## 平板電腦終端専用
火影忍者：忍者收藏 疾風亂舞（NARUTO-ナルト- 忍コレクション 疾風乱舞）
製造商：GREE&CROOZ
發布開始：Android版 2015年4月30日、iOS版 2015年7月27日
類型：RPG×平台遊戲
NARUTO 火影忍者 MOBILE
製造商：萬代南夢宮娛樂&騰訊遊戲
發布開始：2016年5月19日
類型：RPG
NARUTO×BORUTO 忍者熱闘（NARUTO X BORUTO 忍者BORUTAGE）
製造商：萬代南夢宮娛樂
發布開始：2017年11月15日
類型： 攻城動作忍者對戰

## GREE
火影忍者：忍者大師（NARUTO -ナルト- 忍マスターズ）
製造商：GREE、監修：萬代南夢宮遊戲
發布開始：2012年6月27日
類型：社群卡片RPG
後來與Ateam共同開發iOS應用程序，Android應用程序並發布。
火影忍者：忍者收藏（NARUTO-ナルト- 忍コレクション）
製造商：GREE&ForGroove
發布開始：2014年4月25日
類型：社群卡片RPG
後來支持iOS應用程序與Android應用程序。

## 跨平臺

### PlayStation 3 & Xbox 360
火影忍者疾風傳 終極風暴2（NARUTO -ナルト- 疾風伝 ナルティメットストーム2）
製造商：萬代南夢宮遊戲
發售日：2010年10月21日
類型：忍道對戰動作
官方網站 （页面存档备份，存于）
火影忍者疾風傳 終極風暴世代（NARUTO -ナルト- 疾風伝 ナルティメットストームジェネレーション）
製造商：萬代南夢宮遊戲
發售日：2012年2月23日
類型：忍道對戰動作
官方網站 （页面存档备份，存于）
火影忍者疾風傳 終極風暴3（NARUTO -ナルト- 疾風伝 ナルティメットストーム3）
製造商：萬代南夢宮遊戲
發售日：2013年4月18日
類型：忍道對戰動作
官方網站 （页面存档备份，存于）
火影忍者疾風傳 終極風暴革命（NARUTO -ナルト- 疾風伝 ナルティメットストームレボリューション）
製造商 : 萬代南夢宮遊戲
發售日 : 2014年9月11日
類型 :忍道對戰動作
官方網站 （页面存档备份，存于）

## PlayStation 3
火影忍者疾風傳 終極風暴（NARUTO -ナルト- 疾風伝 ナルティメットストーム）
製造商：萬代南夢宮遊戲
發售日：2009年1月15日
類型：忍道對戰動作
官方網站 （页面存档备份，存于）

## Xbox 360
火影忍者：忍者的崛起（Naruto：Rise of a Ninja）
製造商：Ubisoft（北美・歐洲）
發售日：2007年10月19日（北美・歐洲）
類型：動作RPG
北美版與亞洲版均可在日文版XBOX360上運行。除了以英語與其他語言配音外，還提供日語語音（動畫版角色）作為免費下載內容。
火影忍者：破碎的羈絆（Naruto： The Broken Bond）
製造商：Ubisoft（北美・歐洲）
發售日：2008年11月18日（北美）
類型：動作RPG
有日語語音。但是界面只有英語。

## Game Boy Advance
火影忍者：忍術全開！ 最強忍者 大結集（NARUTO -ナルト- 忍術全開! 最強忍者 大結集）
製造商：多美
發售日：2003年5月1日
火影忍者：木葉戰記（NARUTO -ナルト- 木ノ葉戦記）
製造商：多美
發售日：2003年9月12日
火影忍者：最強忍者大結集2（NARUTO -ナルト- 最強忍者 大結集2）
製造商：多美
發售日：2004年4月29日
火影忍者RPG：〜繼承火之意志〜（NARUTO -ナルト- ナルトRPG〜受けつがれし火の意志〜）
製造商：多美
類型：RPG
發售日：2004年7月22日
在海外地區，任天堂DS版於2007年發售。（僅限美國）

## PlayStation
火影忍者：忍者村的布陣合戰（NARUTO -ナルト- 忍の里の陣取り合戦）
製造商：萬代
發售日：2003年6月26日
類型：桌上遊戲

## PlayStation 2
火影忍者：木葉的忍者英雄們（NARUTO -ナルト- ナルティメットヒーロー）
製造商： 萬代
發售日：2003年10月23日
類型：3D動作
火影忍者：木葉的忍者英雄們2（NARUTO -ナルト- ナルティメットヒーロー2）
製造商： 萬代
發售日：2004年9月30日
類型：忍道對戰動作
火影忍者：漩渦忍傳（NARUTO -ナルト- うずまき忍伝）
製造商：萬代
發售日：2005年8月18日
類型：3D忍者動作
火影忍者：木葉的忍者英雄們3（NARUTO -ナルト- ナルティメットヒーロー3）
製造商：萬代
發售日：2005年12月22日
類型：忍道對戰動作
火影忍者：木葉之魂（NARUTO -ナルト- 木ノ葉スピリッツ!!）
製造商：萬代南夢宮遊戲
發售日：2006年11月16日
類型：3D忍者動作
原創角色白銀三人眾（燻、瑪瑙、龕燈）登場。
火影忍者疾風傳：終極覺醒（NARUTO -ナルト- 疾風伝　ナルティメットアクセル）
製造商：萬代南夢宮遊戲
發售日：2007年4月5日
類型：忍道對戰動作
火影忍者疾風傳：終極覺醒2（NARUTO -ナルト- 疾風伝　ナルティメットアクセル2）
製造商：萬代南夢宮遊戲
發售日：2007年12月20日
類型：忍者對戰動作

## PlayStation Portable
（NARUTO -ナルト- ナルティメットポータブル）
製造商：萬代
發售日：2006年3月30日
類型：忍道對戰動作
火影忍者疾風傳：終極覺醒3（NARUTO-ナルト-疾風伝 ナルティメットアクセル3）
製造商：萬代南夢宮遊戲
發售日：2009年12月10日
類型：忍道對戰動作
火影忍者疾風傳：羈絆驅動（NARUTO -ナルト- 疾風伝 キズナドライブ）
製造商：萬代南夢宮遊戲
發售日：2010年7月15日
火影忍者疾風傳：終極衝擊（NARUTO -ナルト- 疾風伝 ナルティメットインパクト）
製造商：萬代南夢宮遊戲
發售日：2011年10月20日

## 任天堂DS
火影忍者：最強忍者大集結3 for DS（NARUTO -ナルト- 最強忍者大結集3 for DS）
製造商：多美
發售日：2005年4月21日
類型：動作
火影忍者RPG2：千鳥VS螺旋丸（NARUTO -ナルト- ナルトRPG2 千鳥VS螺旋丸）
製造商：多美
發售日：2005年7月14日
類型：RPG
火影忍者：最強忍者大集結4 for DS（NARUTO -ナルト- 最強忍者大結集4 DS）
製造商：特佳麗多美
發售日：2006年4月27日
類型：動作
火影忍者RPG 3：靈獸vs木葉小隊（NARUTO -ナルト- ナルトRPG3 霊獣VS木ノ葉小隊）
製造商：特佳麗多美
發售日：2006年7月13日
類型：RPG
火影忍者：忍者列傳（NARUTO -ナルト- 忍列伝）
製造商:特佳麗多美
發售日：2006年12月14日
類型：動作
火影忍者疾風傳：最強忍者大集結5 決戰!「曉」（NARUTO -ナルト- 疾風伝 最強忍者大結集5 決戦!“暁”）
製造商：特佳麗多美
發售日：2007年7月19日
類型：動作
火影忍者疾風傳：大亂鬥！影分身繪卷（NARUTO-ナルト-疾風伝 大乱戦！影分身絵巻）
製造商：特佳麗多美
發售日：2008年2月14日
類型:動作
火影忍者疾風傳：忍列傳Ⅱ（NARUTO -ナルト- 疾風伝 忍列伝Ⅱ）
製造商: 特佳麗多美
發售日:2008年4月24日
類型:3D格鬥動作
火影忍者疾風傳：最強忍者大集結 衝突！！鳴人VS佐助 （NARUTO -ナルト- 疾風伝 最強忍者大結集 激突!!ナルトVSサスケ）
製造商：特佳麗多美
發售日：2008年7月10日
類型:橫向卷軸忍者動作
火影忍者疾風傳：忍列傳Ⅲ（NARUTO -ナルト- 疾風伝 忍列伝Ⅲ）
製造商：特佳麗多美
發售日：2009年4月30日
類型：3D格鬥動作
火影忍者疾風傳：忍術全開！查克拉衝突！！（NARUTO -ナルト- 疾風伝 忍術全開!チャクラッシュ!!）
製造商：特佳麗多美
發售日：2010年4月22日
類型：高速度忍者對戰動作

## 任天堂3DS
火影忍者疾風傳：忍者立體繪卷! 最強忍界決戰！！（NARUTO -ナルト- 疾風伝 忍立体絵巻! 最強忍界決戦!!）
製造商：特佳麗多美
發售日：2011年3月31日
類型：橫向卷軸忍者動作
火影忍者SD：力量全開疾風傳（NARUTO -ナルト-SD パワフル疾風伝）
製造商：萬代南夢宮遊戲
發售日：2012年11月29日
類型：3D搞笑動作
與外傳《李洛克的青春全力忍傳》同樣的角色設計，本傳劇情採用搞笑風格。

## 任天堂GameCube
火影忍者：激鬥忍者大戰！（NARUTO -ナルト- 激鬥忍者大戦!）
製造商：多美
發售日　：2002年12月19日
火影忍者：激鬥忍者大戰！2（NARUTO -ナルト- 激鬥忍者大戦!2）
製造商：多美
發售日　：2003年12月4日
火影忍者：激鬥忍者大戰！3（NARUTO -ナルト- 激鬥忍者大戦!3）
製造商：多美
發售日　：2004年11月20日
火影忍者：激鬥忍者大戰！4（NARUTO -ナルト- 激鬥忍者大戦!4）
製造商：多美
發售日　：2005年11月21日

## Wii
火影忍者疾風傳：激鬥忍者大戰！EX（NARUTO -ナルト- 疾風伝 激鬥忍者大戦!EX）
製造商：特佳麗多美
發售日：2007年2月22日
類型：3D忍者對戰格鬥
火影忍者疾風傳：激鬥忍者大戰！EX2（NARUTO -ナルト- 疾風伝 激鬥忍者大戦!EX2）
製造商：特佳麗多美
發售日：2007年11月29日
類型：3D忍者對戰格鬥
火影忍者疾風傳：激鬥忍者大戰！EX3（NARUTO -ナルト- 疾風伝 激鬥忍者大戦!EX3）
製造商：特佳麗多美
發售日：2008年11月27日
類型：3D忍者對戰格鬥
火影忍者疾風傳：龍刃記（NARUTO -ナルト- 疾風伝 龍刃記）
製造商：特佳麗多美
發售日：2009年11月26日
類型：忍者動作
火影忍者疾風傳：激鬥忍者大戰！SPECIAL（NARUTO -ナルト- 疾風伝 激鬥忍者大戦!SPECIAL）
製造商：特佳麗多美
發售日：2010年12月2日
類型：3D忍者對戰格鬥

## PlayStation 4
火影忍者疾風傳 終極風暴4（NARUTO -ナルト- 疾風伝 ナルティメットストーム4）
發售日：2016年2月4日
類型：忍者對戰動作

## SwanCrystal・ WonderSwan Color
火影忍者：木葉忍法帖（NNARUTO -ナルト- 木ノ葉忍法帖）
製造商：萬代
發售日：2003年3月27日

## Data Carddass
火影忍者：究極卡片對戰（NARUTO ナルティメットカード對戰）
製造商：萬代
稼働日: 2005年10月
終極卡片對戰是數位卡片的一種。也可以使用火影忍者卡片遊戲的卡片。
火影忍者疾風傳：究極任務（NARUTO疾風伝 究極任務 ナルティメットミッション）
製造商：萬代
稼働日: 2007年2月
究極任務是數位卡片的一種。此外也可以使用究極卡片對戰的卡片。
火影忍者疾風傳：究極陣型（NARUTO疾風伝 ナルティメットフォーメーション）
製造商：萬代
營運日: 2007年12月14日
終極陣型是數位卡片的一種。此外也可以使用在究極卡片對戰、究極任務的卡片。
火影忍者疾風傳：究極交叉（NARUTO疾風伝 ナルティメットクロス）
製造商：萬代
營運日: 2009年1月29日
究極交叉是數位卡片的一種。此外也可以使用在究極卡片對戰、究極任務、究極陣型的卡片。

## 另類實境遊戲
真實解謎的遊戲書《火影忍者劇場版：最終章》尋找被封印的卷軸！～天之書篇～（リアル謎解きゲームブック「THE LAST –NARUTO THE MOVIE-」封印されし巻物をさがせ!～天の書編～）
主辦：解謎之鎮
會場：LaLaport TOKYO-BAY、LaLaport橫濱
開催日：2014年12月1日～2015年1月5日
類型：事件連動型遊戲書
真實解謎的遊戲書《火影忍者劇場版：最終章》尋找被封印的卷軸！～地之書篇～（リアル謎解きゲームブック「THE LAST –NARUTO THE MOVIE-」封印されし巻物をさがせ!～地の書編～）
主辦：解謎之鎮
會場：Urban Dock Lalaport豐洲
開催日：2014年12月1日～2015年1月5日
類型：事件連動型遊戲書
火影忍者×解謎拉力賽：忍者學校的挑戰書（NARUTO×謎解きラリー 忍者学校からの挑戦状）
主辦：Nazomate
會場：Jump Festa 2015
開催日：2014年12月20日～21日
類型：解謎拉力賽
慕留人與解謎之村 解術篇 被狙擊的木葉忍者村（BORUTOと謎隠れの里 解術編 狙われた木ノ葉隠れの里）
主辦：網路與真實的體感遊戲
會場：日本全國28地點的永旺娛樂
開催日：2015年7月15日～9月6日
類型：真實解謎遊戲
慕留人與解謎之村 脫逃篇 被囚禁的火影鳴人（BORUTOと謎隠れの里 脱出編 囚われた火影-ナルト-）
主辦：NAZO×NAZO劇團
會場：日本全國7縣市各個會場
開催日：2015年7月25日～9月23日
類型：真實解謎遊戲

## 火影忍者卡片遊戲
以《火影忍者》為題材的集換式卡片遊戲。製造商也在各地舉辦活動。

### 卡片種類
卡片有忍者卡片、術卡片、作戰卡片、委託人卡片這4種類構成。牌組的張數為40張。
忍者卡片
作為戰術中心，攻擊與使用術所必需的的卡片。每張卡片都有火、水、風、土、雷其中一種的標誌。
術卡片
發動術的卡片。發動時必需有標誌的場合的卡片。
作戰卡片
一回合只能發動一次效果的卡片。
委託人卡片
代表一般人的卡片。不能像忍者一樣出動。

### 規則
首先玩家各自從牌組抽6張牌。
最後在交互攻撃中贏得10場戰鬥的玩家獲得勝利。但是如果失去全部手牌則敗北。

## Jump相關
有《火影忍者》的登場角色参戰的遊戲。
Jump明星超級大亂鬥（ジャンプスーパースターズ）
製造商：任天堂
發售日：2005年8月8日
任天堂DS用格鬥動作遊戲
漩渦鳴人、宇智波佐助等第1部的角色12人参戰。
對戰體育場 D.O.N（對戰スタジアム D.O.N）
製造商：萬代南夢宮遊戲
發售日：2006年7月20日
PlayStation 2&任天堂GameCube用動作遊戲
《七龍珠Z》、《航海王》、《火影忍者》這3部作品的角色登場。
Jump明星終極大亂鬥（ジャンプアルティメットスターズ）
製造商：任天堂
發售日：2006年11月23日
任天堂DS用格鬥動作遊戲
第二部的角色9人参戰。
J 群星勝利對決（ジェイスターズビクトリーバーサス）
製造商：萬代南夢宮遊戲
發售日：2014年3月19日
PlayStation 3、PlayStation Vita用動作遊戲
漩渦鳴人、宇智波佐助、宇智波斑参戰。